# Scheden
Scheden é um município da Alemanha localizado no distrito de Göttingen, estado da Baixa Saxônia.
Pertence ao Samtgemeinde de Dransfeld.